# Coșmar pe strada Ulmilor: Războinicii din vis
Coșmar pe strada Ulmilor: Războinicii din vis (titlu original: A Nightmare on Elm Street 3: Dream Warriors) este un film slasher din 1987 regizat de Chuck Russell, al treilea din seria Coșmar pe Strada Ulmilor / Coșmarul de pe Elm Street.

## Distribuție
- Robert Englund - Freddy Krueger
- Heather Langenkamp - Nancy Thompson
- Craig Wasson - Dr. Neil Gordon
- Patricia Arquette - Kristen Parker
- Ken Sagoes - Roland Kincaid
- Rodney Eastman - Joey Crusel
- Jennifer Rubin - Taryn White
- Larry Fishburne - Max Daniels
- Bradley Gregg - Phillip Anderson
- Ira Heiden - Will Stanton
- Penelope Sudrow - Jennifer Caulfield
- Nan Martin - Amanda Krueger/Mary Helena
- John Saxon - Donald Thompson
- Priscilla Pointer - Dr. Elizabeth Simms
- Clayton Landey - Lorenzo
- Brooke Bundy - Elaine Parker
- Dick Cavett - Rolul său
- Zsa Zsa Gabor - Rolul său
- Stacey Alden - Nurse Marcie
- Paul Kent - Dr. Carver